# Sangoma Everett
Sangoma Grover Everett (Norfolk (Virginia), 7 januari 1952) is een Amerikaanse jazzdrummer en -componist, die in Frankrijk woont.

## Biografie
Everett begon op de middelbare school op 11-jarige leeftijd met drummen en bassen. Later kreeg hij piano- en compositielessen van Consuela Lee om in de zomer van 1971 naar het Berklee College of Music te gaan. In 1977 verhuisde hij naar New York, waar hij aanvankelijk speelde met Bill Lee en Clifford Jordan, met wie hij ook op tournee was in de Caraïben. Hij werkte ook samen met Barry Harris, Chris Anderson, Muriel Winston en Joe Newman. In 1979 vestigde hij zich in Parijs en vandaar werkte hij samen met Jimmy Smith, Benny Golson, Steve Lacy, Dizzy Gillespie, Dee Daniels, Joe Lee Wilson, La Velle, Al Gray, Jimmy Forrest, Mal Waldron, Archie Shepp en Kirk Lightsey. De afgelopen jaren was hij te zien bij Carl Craig & Corey Harris en Jean Toussaint. Hij toerde met zijn Oriental Caravan met Jacques Schwarz-Bart, Anne Ducros, Majid Bekkas, Laurent de Wilde en Abdelfettah El Houssaini. Hij richtte ook zijn eigen trio op met de pianist Bastien Brison en de bassist Christophe Lincontang. Everett is sinds 1983 betrokken bij 22 opnames van jazzalbums, waaronder Jeri Brown (I've Got Your Number), Andrea Pozza (Drop This Thing), Liz McComb (Fire), Joe Haider en Consuela Lee (Piano Voices) opgenomen. In 2005 is hij ook te horen op het album The Cloud Making Machine van Laurent Garnier.

## Discografie
- 1985: Doudou Gouirand met Don Cherry Forgotten Tales
- 1987: Sangoma Everett / Leonard Jones / Mal Waldron  Our Collines's a Treasure
- 1997: Sangoma Everett/Chico Freeman/Mal Waldron/Cecil McBee Courage to Listen to Your Heart
- 2015: Debi

- Bibliothèque nationale de France: cb13945867n (data)
- CiNii: DA16072838
- Gemeinsame Normdatei: 135050332
- International Standard Name Identifier: 0000 0000 4083 8888
- Library of Congress Control Number: no98018380
- MusicBrainz: a8cdf427-c15a-40c0-b79f-329e7c2ec7a5
- Virtual International Authority File: 34648632
- WorldCat: E39PBJxhtg3TBXyRv4YHpC7PwC